# Stigmella crataegi
Stigmella crataegi là một loài bướm đêm thuộc họ Nepticulidae. Nó được tìm thấy ở Kirgiziya.
Ấu trùng ăn Crataegus species.